# (65784) Naderayama
(65784) Naderayama est un astéroïde de la ceinture principale aréocroiseur.

## Description
(65784) Naderayama est un astéroïde aréocroiseur. Il présente une orbite caractérisée par un demi-grand axe de 2,25 UA, une excentricité de 0,29 et une inclinaison de 5,0° par rapport à l'écliptique.

## Compléments